# فرنسيسكو نيتو
فرنسيسكو نيتو هو مدرب كرة قدم ولاعب كرة قدم برتغالي، ولد في 11 يوليو 1981 في Mortágua ‏ في البرتغال. شارك مع منتخب البرتغال لكرة القدم للسيدات.